# Treytorrens (Payerne)
Treytorrens (Payerne) – miejscowość i gmina (commune) w zachodniej Szwajcarii, w kantonie Vaud, w okręgu (district) Broye-Vully.  

## Demografia
W Treytorrens (Payerne) mieszka 110 osób. W 2021 roku 4,5% populacji gminy stanowiły osoby urodzone poza Szwajcarią. 